# Stella McCartney
Stella Nina McCartney OBE  (n. 13 septembrie 1971, Greater London, Anglia, Regatul Unit) este o femeie de afaceri și activistă britanică, activă in domeniul modei. Aceasta este fata muzicianului Paul McCartney și a activistei pentru drepturile animalelor Linda McCartney.
Stella Nina McCartney s-a născut pe 13 septembrie 1971, la Spitalul King's College din Denmark Hill, Camberwell, Londra.
Numele ei provine de la cele două bunici ale sale. (Ambele bunici au fost numite Stella) Mama ei, Linda Eastman McCartney, era de origine evreiască. De când era foarte mică, McCartney a călătorit cu părinții ei și grupul lor Wings, împreună cu frații ei: sora vitregă mai mare Heather (care a fost adoptată legal de Paul), sora mai mare Mary și fratele mai mic James.